# Megaselia supina
Megaselia supina är en tvåvingeart som beskrevs av Borgmeier 1958. Megaselia supina ingår i släktet Megaselia och familjen puckelflugor. Inga underarter finns listade i Catalogue of Life.